# Miss Polonia 2009
Miss Polonia 2009 – 34. edycja konkursu piękności Miss Polonia. Gala finałowa odbyła się 24 października 2009 w Białej Fabryce Geyera w Łodzi.
Miss Polonią została Maria Nowakowska z Legnicy.

## Rezultaty
| Tytuł             | Laureatka                                                                           |
| ----------------- | ----------------------------------------------------------------------------------- |
| Miss Polonia 2009 | Maria Nowakowska                                                                    |
| I Wicemiss        | Agata Biernat                                                                       |
| II Wicemiss       | Katarzyna Suberska                                                                  |
| Top 5             | Beata Polakowska Agnieszka Steczkiewicz                                             |
| Top 10            | Dominika Kucharczyk Agnieszka Mozyro Natalia Nowicka Żaneta Sitko Elżbieta Tokarska |
| Top 15            | Sabina Haptaś Kamila Kęsicka Emilia Piszel Ewelina Sahloul Brygida Zielińska        |

### Nagrody specjalne
| Tytuł            | Laureatka        |
| ---------------- | ---------------- |
| Miss Internautów | Beata Polakowska |

## Finalistki
| Nr | Kandydatka             | Wiek | Wzrost | Województwo                 | Miejscowość                 |
| -- | ---------------------- | ---- | ------ | --------------------------- | --------------------------- |
| 1  | Alicja Kondracka       | 23   | 170 cm | Pomorskie                   | Gdańsk                      |
| 2  | Katarzyna Suberska     | 18   | 171 cm | Lubuskie                    | Słupca                      |
| 3  | Brygida Zielińska      |      | 172 cm | Śląskie                     | Bielsko-Biała               |
| 4  | Beata Polakowska       | 23   | 172 cm | Podlaskie                   | Ostrów Mazowiecka           |
| 5  | Ewelina Sahloul        |      | 175 cm | Świętokrzyskie              | Kielce                      |
| 6  | Kamila Kęsicka         |      | 175 cm | Warmińsko-mazurskie         | Ełk                         |
| 7  | Natalia Nowicka        | 18   | 175 cm | Podlaskie                   | Białystok                   |
| 8  | Agnieszka Steczkiewicz | 22   | 176 cm | Małopolskie                 | Tomaszów Lubelski           |
| 9  | Marta Jaskulska        |      | 176 cm | Mazowieckie                 | Radom                       |
| 10 | Ewelina Siemaszko      |      | 177 cm | Miss Polonia Szwecji 2009   | Miss Polonia Szwecji 2009   |
| 11 | Ewelina Siemaszko      | 23   | 177 cm | Zachodniopomorskie          | Koszalin                    |
| 12 | Sabina Haptaś          |      | 176 cm | Podkarpackie                | Mielec                      |
| 13 | Natalia Strzelczyk     |      | 178 cm | Miss Polonia Australii 2009 | Miss Polonia Australii 2009 |
| 14 | Emilia Piszel          |      | 179 cm | Wielkopolskie               | Piła                        |
| 15 | Agnieszka Mozyro       | 23   | 179 cm | Miss Polonia Litwy 2009     | Miss Polonia Litwy 2009     |
| 16 | Elżbieta Tokarska      | 22   | 180 cm | Lubelskie                   | Chełm                       |
| 17 | Dominika Kucharczyk    | 23   | 180 cm | Opolskie                    | Krzanowice                  |
| 18 | Paulina Ferlińska      |      | 181 cm | Kujawsko-pomorskie          | Chełmża                     |
| 19 | Agata Biernat          | 19   | 181 cm | Łódzkie                     | Łódź                        |
| 20 | Maria Nowakowska       | 22   | 181 cm | Dolnośląskie                | Legnica                     |

## Jurorzy
- Elżbieta Wierzbicka,
- Rafał Królikowski – aktor,
- Cezary Żak – aktor.

## Międzynarodowe konkursy piękności
Finalistki Miss Polonia 2009 reprezentowały Polskę w następujących międzynarodowych konkursach piękności:
| Kandydatka             | Konkurs                 | Osiągnięcia |
| ---------------------- | ----------------------- | ----------- |
| Maria Nowakowska       | Miss Universe 2010      | –           |
| Żaneta Sitko           | Miss International 2010 | –           |
| Beata Polakowska       | Miss Earth 2010         | –           |
| Adrianna Wojciechowska | Miss International 2011 | –           |